# 木卫七
木卫七又稱為「伊拉拉」（Elara），是环绕木星运行的一颗卫星。1905年，它在利克天文台被查尔斯·狄龙·珀赖因发现。1975年，国际天文协会将它授名为Elara（伊拉拉）。在希腊神话中，伊拉拉是巨人泰提亚斯的母亲。她与盖娅生了这个孩子。
木卫七是希玛利亚群的成员之一。这个卫星群包括九个绕着木星公转的卫星。它们离木星的距离在11到13百万千米的范围之内。它们的自转轴倾斜度都在27.5度左右。